# Zamek w Gródku (obwód tarnopolski)
Zamek w Gródku – zamek we wsi Gródek (obwód tarnopolski).
We wsi Gródek w rejonie czortkowskim (do 2020 zaleszczyckim) znajdował się zamek i fortyfikacje miejskie. Pierwsza wzmianka o miejscowości pochodzi z 1453. Na początku XV w. miasto posiadało już fortyfikacje. W 1600 r. na zamku stacjonowała część wojsk koronnych, które później wyruszyły na kampanię wołoską Jana Zamoyskiego. Miasto wraz z zamkiem i fortyfikacjami można zobaczyć na mapie Guillaume Le Vasseur de Beauplana z XVII w. Zamek z czterema bastionami widoczny jest również na mapie Friedricha von Miega (1731-1783) z 1782 bez jednego zniszczonego bastionu. Warownia nazywana jest również Szańcami Panny Maryi.

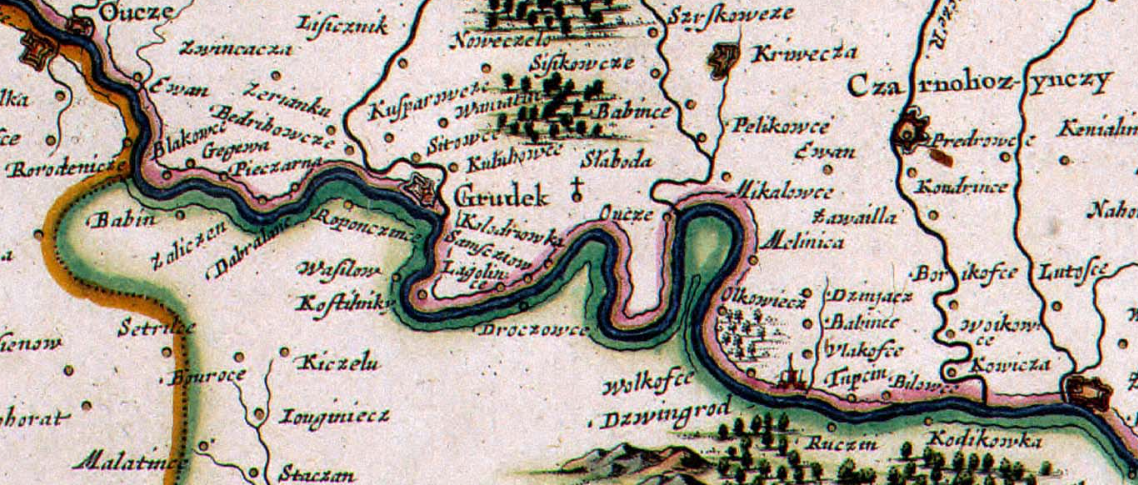
Zamek w XVII w.